# Equação de Taft
A Equação de Taft foi desenvolvida a partir dos trabalhos de Robert W Taft Jr. (1922-1996) na década de 50. Ele foi professor emérito da Universidade da Califórnia (Irvine) e anteriormente fez parte do Departamento de Química da Universidade do Estado da Pensilvania, sendo uma das figuras mais conhecidas e respeitadas no campo da físico-química orgânica.

## A Equação
A Equação de Hammett não abrange os derivados benzênicos orto substituídos nem substâncias alifáticas de ligações carbono-carbono de rotação livre. Para estender as correlações lineares de energia livre para estes tipos de substâncias, Taft desenvolveu esta equação que permite avaliar os efeitos estérico e polar, separadamente, que um substituinte pode exercer sobre o centro reacional na etapa determinante da velocidade da reação.
```
                 
log (k
X
/k
CH3
) = ρ*σ* + δE
S
, para a qual:
```

(kX/kCH3) é a razão entre as taxas de reação da molécula substituída e a molécula de referência (CH3 é o substituinte padrão), respectivamente;
ρ* é o fator de susceptibilidade da reação ao efeito polar;
σ* é a constante do efeito polar do substituinte;
δ é o fator de susceptibilidade da reação ao efeito estérico;
ES é a constante do efeito estérico do substituinte.

## Desenvolvimento dos parâmetros ρ*, σ*, δ e ES
A elaboração desta equação tem origem na sugestão de Ingold em 1930 que na hidrólise básica de ésteres tanto os efeitos polar e estérico influenciam a taxa de reação enquanto que a hidrólise ácida de ésteres somente é afetada pelo efeito estérico. Isso porque, apesar destes dois tipos de hidrólise se darem por mecanismos semelhantes e gerarem intermediários tetraédricos que se diferem apenas pelo número de H (sendo dois H a mais na hidrólise básica), estas reações possuem valores de ρ (fator de susceptibilidade da reação ao substituinte, segundo a equação de Hammett) bem diferentes: sendo +2,51 para a hidrólise básica (há o desenvolvimento de carga negativa considerável no centro reacional na etapa lenta) e +0,03 para a hidrólise ácida (ou seja, a velocidade desta hidrólise não varia significativamente de um éster para o outro) de benzoatos substituídos na posição meta ou para. 

Taft assumiu então que os efeitos estéricos nestes intermediários seriam aproximadamente iguais e que a diferença nas taxas de reação se deveria ao efeito polar dos substituintes. Desta forma, a partir dos dados cinéticos das hidrólises ácida e básica de uma série de ésteres (não variando R), a constante do efeito polar do substituinte (σ*) pode ser calculada de acordo com a equação:

```
                    
σ* = 1/2.48 [log (k
X
/k
CH3
)
B
 - log (k
X
/k
CH3
)
A
]
 , para a qual:
```

(kX/kCH3) é a razão entre as taxas de reação de XCOOR e CH3COOR (CH3 é o substituinte padrão), respectivamente;

B se refere à hidrólise básica;

A se refere à hidrólise ácida;

A constante 2.48 foi introduzida à equação para aproximar os valores de σ* aos valores de σ da escala de Hammett.

De posse do valor de σ* para diferentes substituintes e dos dados de taxa de reação da molécula substituída (kX) e da molécula de referência (kCH3), é possível calcular o fator de susceptibilidade ao efeito polar (ρ*) de outra reação:

```
                                        
   
log (k
X
/k
CH3
) = ρ*σ*
```

Taft sugeriu ainda que, assim como a natureza eletrônica dos substituintes tem pouco efeito sobre a taxa de hidrólise ácida dos benzoatos meta e para substituídos, esta mesma natureza eletrônica também teria pouco efeito sobre a taxa de hidrólise ácida dos ésteres alifáticos e que todas as mudanças na velocidade devido aos substituintes nesta última reação são, provavelmente, causadas pelo efeito estérico. A partir disto a constante do efeito estérico do substituinte (ES) pôde ser definida pela equação:

```
                  
 E
S
 = log (k
X
/k
CH3
)
A
 , para a qual:
```

| Substituinte (X) | ES    | σ*     |
| ---------------- | ----- | ------ |
| H                | +1.24 | +0.49  |
| CH3              | 0.00  | 0.00   |
| CH3CH2           | -0.07 | -0.10  |
| i-C3H7           | -0.47 | -0.19  |
| t-C4H9           | -1.54 | -0.30  |
| n-C3H7           | -0.36 | -0.115 |
| n-C4H9           | -0.39 | -0.13  |
| i-C4H9           | -0.93 | -0.125 |
| neo-C5H11        | -1.74 | -0.165 |
| ClCH2            | -0.24 | +1.05  |
| ICH2             | -0.37 | +0.85  |
| Cl2CH            | -1.54 | +1.94  |
| Cl3C             | -2.06 | +2.65  |
| CH3OCH2          | -0.19 | +0.52  |
| C6H5CH2          | -0.38 | +0.215 |
| C6H5CH2CH2       | -0.38 | +0.08  |
| CH3CH=CH         | -1.63 | +0.36  |
| C6H5             | -2.55 | +0.60  |

(kX/kCH3)A  é a razão entre as taxas de hidrólise ácida de XCOOR e CH3COOR (CH3 é o substituinte padrão), respectivamente.

Ao incorporar ES nesta equação do tipo Hammett, é necessário introduzir mais um parâmetro que meça a susceptibilidade de uma reação ao efeito estérico. Desta forma, δ é o paralelo estereoquímico de ρ*. Ao parâmetro δ dá-se o valor de 1,00 para a reação padrão, que é a hidrólise ácida de ésteres, e para outras reações este valor deve ser calculado.
Em seus trabalhos, Taft utilizou como referência as taxas da reação de hidrólise ácida de acetatos (XCH2CO2CH3) alfa substituídos. O parâmetro ES foi padronizado para o grupo metila (XCH2=CH3), assim para ES(CH3)=0,0. Hancock et al. alegou que este modelo de reação estava sob influência de efeitos de hiperconjugação e desenvolveu valores de ES corrigidos para a hiperconjugação de átomos de H alfa:
```
                     
E
S
C
 = E
S
 + 0,306 (n-3),
```

sendo n o número de átomos de H alfa.